# El Caracolito
El Caracolito är en ort i Mexiko.   Den ligger i kommunen Las Margaritas och delstaten Chiapas, i den sydöstra delen av landet, 900 km öster om huvudstaden Mexico City. El Caracolito ligger 258 meter över havet och antalet invånare är 160.
Terrängen runt El Caracolito är huvudsakligen kuperad, men norrut är den bergig. Runt El Caracolito är det ganska glesbefolkat, med 30 invånare per kvadratkilometer. Närmaste större samhälle är Emiliano Zapata, 10,5 km öster om El Caracolito. I omgivningarna runt El Caracolito växer i huvudsak städsegrön lövskog.